# Personvogn
 Ikke at forveksle med Personbil.
En personvogn er en jernbanevogn, som er beregnet til at indgå i et persontog.  De fleste personvogne er siddevogne, det vil sige, at der er stole til siddende passagerer.  Der er også sove-, ligge- og spisevogne i visse tog.  Da rejsegods-, post- og togvarmevogne er beregnet til at indgå i persontog, regnes de også for personvogne, selv om de ikke transporterer passagerer.
Tidligere havde personvogne oftest to eller tre hjulsæt, men fra 1900-tallet blev de fleste personvogne forsynet med såkaldte bogier med fire hjulsæt.  Dette giver mere behagelige køreegenskaber, og vognene kan have en større længde.  Personvogne kobles sammen til tog, der kan være på op til 10-15 vogne.  De trækkes næsten altid af et lokomotiv.  Der er også styrevogne, personvogne forsynet med førerrum.  Fra en sådan vogn kan lokomotivføreren styre toget, når styrevognen er forrest og lokomotivet bagerst, skubbende toget foran sig.

## Rygning
Personvogne kan have separate kupéer, hvor rygning er tilladt, kaldet en rygerkupé. 
I Danmark blev rygerkupéer afskaffet den 8. januar 2005 i S-tog. Allerede ved indvielsen af Københavns Metro i 2002 var rygning forbudt i togene og på stationerne.
I januar 2006 reducerede DSB antallet af rygerkupéer i IC3 og IR4-togvognene. Dette skete på baggrund af at pladsbestillingerne i rygekupéer var faldet siden togvognenes indretning. Samtidig blev prisen sat op på rygepladsreserveringer. 7. januar 2007 blev rygerkupéerne helt nedlagt.

## Senere danske vogne
- litra AB
- Bombardier dobbeltdækker fra Görlitz. Se litra ABs.

Den europæiske standard vogn (se de:UIC-Reisezugwagentypen) blev genindført i Danmark i 2023. Se video.